# Transumanism

Simbolul H+ al transumanismului

Transumanismul (uneori simbolizat prin >H sau H+) este o mișcare intelectuală și culturală internațională care sprijină folosirea noilor științe și tehnologii pentru a îmbunătăți abilitățile și aptitudinile mentale și fizice ale oamenilor și a ameliora ceea ce ea vede ca aspecte nedorite și nenecesare ale condiției umane, cum ar fi prostia, suferința, boala, îmbătrânirea și moartea involuntară. Gânditorii transumaniști studiază posibilitățile și consecințele dezvoltării și folosirii în aceste scopuri ale tehnicilor de îmbunătățire umană și ale altor tehnologii în curs de apariție. Pericolele și beneficiile posibile ale noilor tehnologii puternice care s-ar putea să schimbe radical condițiile vieții umane sunt, de asemenea, preocupări ale mișcării transumaniste.
Cu toate că prima utilizare cunoscută a termenului "transumanism" datează din 1957, semnificația contemporană este un produs al anilor 1980, când un grup de oameni de știință, artiști și futuriști cu sediul în Statele Unite a început să organizeze ceea ce între timp a crescut la nivelul de mișcare transumanistă. Gânditorii transumaniști postulează că ființele umane vor fi transformate mai devreme sau mai târziu în ființe cu abilități atât de mult extinse încât să merite eticheta de "postumane". Previziunile transumaniste despre o umanitate viitoare profund transformată au atras mulți susținători și critici dintr-o arie largă de perspective. Transumanismul a fost descris de către un opozant declarat ca "cea mai periculoasă idee din lume", în timp ce un susținător contrează spunând că este "mișcarea ce esențializează cele mai îndrăznețe, curajoase, imaginative și idealiste aspirații ale umanității". Unii autori cred că omenirea ar fi deja transumană, deoarece progresul medical din ultimele secole a modificat în mod semnificativ speciile noastre. Cu toate acestea, nu ar fi într-un mod conștient și, prin urmare, transumanist.

## Istoric
În articolul său din 2005 "O istorie a gândirii transumaniste", filosoful transumanist Nick Bostrom localizează rădăcinile transumanismului în umanismul renascentist și Iluminism. De exemplu, Giovanni Pico della Mirandola chema oamenii să-și "sculpteze propria statuie", René Descartes considera ameliorarea umană unul dintre fructele abordării sale științifice, iar Marchizul de Condorcet specula asupra folosirii științei medicale pentru extinderea duratei vieții umane. În secolul XX, un precursor direct și influent al conceptelor transumaniste a fost eseul "Dedal: știința și viitorul" din 1923 al geneticianului J.B.S. Haldane, care prezicea că urmau să fie obținute mari beneficii din aplicații ale geneticii și altor științe avansate în biologia umană. Biologul Julian Huxley, fratele autorului Aldous Huxley (prieten din copilărie al lui Haldane), pare să fi fost primul care a folosit cuvântul "transumanism". Scriind în 1957, el definea transumanismul ca "omul rămânând om, dar depășindu-se pe sine prin realizarea noilor posibilități ale naturii sale umane". Această definiție diferă substanțial de cea aflată în uz comun din anii 1980 încoace.
Informaticianul Marvin Minsky a scris despre relațiile între inteligența umană și cea artificială începând din anii 1960. De-a lungul deceniilor ce au urmat, acest domeniu a continuat să genereze gânditori influenți, ca Hans Moravec și Raymond Kurzweil, care oscilau între arena tehnică și speculațiile futuriste în stil transumanist. Coalizarea unei mișcări transumaniste identificabile a început în ultimele decenii ale secolului XX. În 1966, FM-2030 (fost F.M. Esfandiary), un futurist care preda "noile concepte ale umanului" la "Noua Școală" din New York, a început să-i identifice pe oamenii care adoptă tehnologii, stiluri și filosofii de viață tranziționale spre "postumanitate" ca "transumani" (prescurtare de la "umani tranzitorii"). În 1972, Robert Ettinger a contribuit la conceptualizarea "transumanității" în cartea sa "Om înspre supraom". FM-2030 a publicat "Upwingers Manifesto" în 1973 pentru a stimula activismul transumanist.
Primii transumaniști auto-declarați s-au întâlnit formal la începutul anilor 1980 la Universitatea din California, Los Angeles, care a devenit centrul principal al gândirii transumaniste. Aici, FM-2030 a ținut cursuri despre ideologia sa futuristă "a treia cale". La centrul media EZTV frecventat de transumaniști și alți futuriști, Natasha Vita-More a prezentat "Breaking Away", filmul ei experimental din 1980 pe tema descătușării oamenilor din limitările lor biologice și din gravitația pământului, în drumul lor către spațiu. FM-2030 și Vita-More au început în scurt timp să organizeze întâlniri ale transumaniștilor în Los Angeles, incluzând studenți de la cursurile lui FM-2030 și spectatori de la producțiile artistice ale Natashei Vita-More. În 1982, aceasta din urmă a scris "Declarația Artelor Transumaniste" și, șase ani mai târziu, a produs programul TV "Actualizare TransSeculară" despre transumanitate, care a ajuns la mai bine de 100.000 de telespectatori.
În 1986, Eric Drexler a publicat "Motoare ale creației: era viitoare a nanotehnologiei", în care discuta posibilitățile nanotehnologiei și asambloarelor moleculare, și a fondat Foresight Institute. Fiind prima organizație non-profit care a cercetat, promovat și efectuat criogenia, birourile din California de Sud ale Fundației ALCOR pentru Extinderea Vieții au devenit un centru pentru futuriști. În 1988, în timpul ascensiunii cyberculturii, filosoful Max More a fondat Institutul Extropy și în 1990 a fost principalul contribuitor la o doctrină transumanistă formalizată, care a căpătat forma "Principiilor Extropiei". În 1990, el a pus bazele transumanismului modern dându-i o nouă definiție:

Transumanismul este o clasă de filosofii care caută să ne îndrume către o condiție postumană. Transumanismul împărtășește multe elemente ale umanismului, inclusiv respectul pentru rațiune și știință, devotamentul față de progres și o valorizare a existenței umane (sau transumane) în această viață. [...] Transumanismul diferă față de umanism prin recunoașterea și anticiparea modificărilor radicale ale naturii și posibilităților vieții noastre, rezultând din diverse științe și tehnologii [...].

În 1998, filosofii Nick Bostrom și David Pearce au fondat Asociația Mondială Transumanistă (World Transhumanist Association, WTA), o organizație neguvernamentală internațională care să lucreze pentru recunoașterea transumanismului ca subiect legitim al investigației științifice și politicilor publice. În 1999, WTA a proiectat și adoptat "Declarația Transumanistă". "FAQ-ul Transumanist" pregătit de WTA furniza două definiții formale pentru transumanism:

1. Mișcarea intelectuală și culturală care afirmă că este posibilă și de dorit îmbunătățirea fundamentală a condiției umane prin rațiune aplicată, în special prin dezvoltarea și accesibilizarea pe scară largă a tehnologiilor care să elimine îmbătrânirea și să mărească mult capacitățile umane intelectuale, fizice și psihologice.

2. Studiul consecințelor, promisiunilor și potențialelor pericole ale tehnologiilor care ne vor permite să depășim limitările umane fundamentale și studiul conex al problemelor etice implicate în dezvoltarea și utilizarea unor asemenea tehnologii.